# Bandikutovití dvouprstí
Bandikutovití dvouprstí (Chaeropodidae) představují čeleď malých vačnatců z řádu bandikutů. Tato čeleď zahrnovala jediný rod Chaeropus, který byl tvořen dvěma recentními druhy. Oba obývaly hustou vegetaci pouštních a polopouštních oblastí Austrálie. Rozšíření rodu bylo postupně redukováno na vnitrozemskou pouštní oblast, poslední záznamy pocházejí z 50. let 20. století. Celá čeleď je dnes považována za vyhynulou.

## Taxonomie
Popis rodu Chaeropus poprvé navrhl William Ogilby, když Linnéovské společnosti představil nový druh vačnatce, předběžně zařazeného mezi bandikuty rodu Perameles. Nový druh následně poskytl význačnému přírodovědci Johnu Gouldovi, tehdy dlícímu v Sydney, k podrobnějšímu zkoumání. Ogilby přiložil i kresbu sběratele Thomase Mitchella, jenž zároveň poskytl cenné podrobnosti o podobě a chování zvířete, mimo jiné poukázal na prsty předních končetin, jež byly podobné prasečím. První exemplář Mitchell získal ve vnitrozemí Nového Jižního Walesu na břehu řeky Murray.
Rodové jméno nového vačnatce, Chaeropus, mělo kombinovat starořecká označení pro „prase“ a „nohu“, odkazujíc na nezvyklou anatomii předních končetin. Druhové jméno ecaudatus zase odkazuje na nepřítomnost ocasu, který typovému exempláři shodou okolností chyběl; jméno však nebylo vybráno šťastně, neboť bandikuti rodu Chaeropus ocas běžně měli.
Autorem synonymizované emendace Chœropus [Choeropus] je George Robert Waterhouse (1841). John Edward Gray nový druh pojmenoval Chaeropus castanotis (1842), toto vědecké jméno bylo později taktéž synonymizováno s původním Chaeropus ecaudatus. 
Obecné pojmenování „pig-footed bandicoot“ („bandikut s prasečíma nohama“) použil Ogilby již ve svém původním popisu. Bandikuta takto nazývala i Mitchellova družina. Evropští osadníci dvouprsté bandikuty nazývali „malými antilopami“, což je pojmenování, které podle australského přírodovědce Bernarda Woodwarda přetrvávalo až do začátku 20. století. V původním jazyce Noongar neslo toto zvíře různá jména: boda, woda či boodal. V domorodé australské kultuře se dvouprstí bandikuti nazývali landwang či tubaija.

### Klasifikace a fylogeneze
Samostatnou čeleď bandikutovití dvouprstí, odb. Chaeropodidae, popsal americký zoolog Theodore Nicholas Gill roku 1872. V některých systémech, zvláště v rozsáhlé klasifikační práci McKenna a Bellové z r. 1997, byl rod Chaeropus veden pouze jako součást čeledi Peramelidae. Molekulárně-fylogenetické analýzy však podporují jeho vyčlenění do samostatné čeledi. Předpokládá se, že je sesterskou skupinou vůči Peramelidae, popřípadě bazální linií bandikutů, jejíž divergence byla odhadnuta do středního až svrchního oligocénu, zhruba před 26,7 miliony lety (interval spolehlivosti 21,9–31,3 mya).
Do roku 2019 byl v rámci čeledi Chaeropodidae řazen pouze jediný recentní druh, C. ecaudatus (bandikut dvouprstý). Studie z roku 2019 nicméně z tohoto druhu vyčlenila severní populace, které popsala jako samostatný druh Chaeropus yirratji. V roce 2016 byl popsán fosilní druh Chaeropus baynesi, žijící od svrchního pliocénu do spodního pleistocénu (2,47–2,92 Mya) na jihozápadě dnešního Nového Jižního Walesu.

## Popis

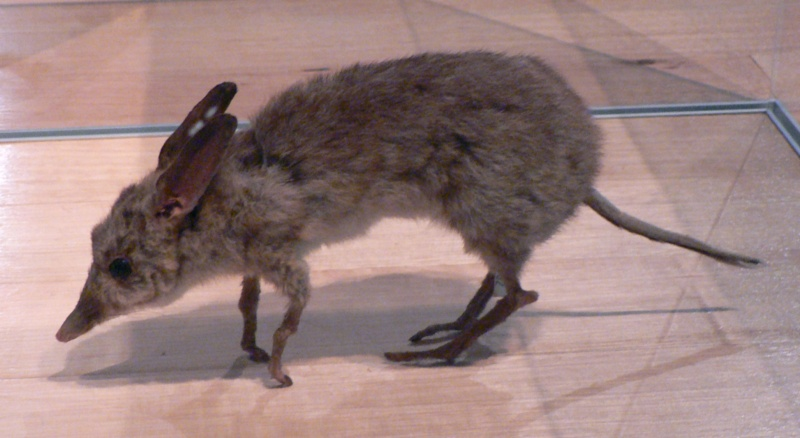
Vycpaný vzorek z Melbourne Museum

Bandikutovití dvouprstí svou morfologií představovali výjimečné zástupce řádu bandikutů. Pozůstatky dvou recentních druhů – celkem 29 exemplářů – jsou schraňovány v muzeích v Austrálii a v zámoří. Oba druhy se obecným vzhledem podobaly ostatním bandikutům či některým klokánkům, velikostně šlo o malá a elegantní zvířata, srovnatelná s velikostí mladého králíka nebo kotěte.
Celková velikost těla činila 23–26 cm, s 10–15 cm dlouhým ocasem. Končetiny byly dlouhé a štíhlé, uši velké a špičaté, ocas dlouhý. Chodidla předních končetin měla dva funkční prsty opatřené kopýtky, vzhledem se podobala chodidlům prasat. Zadní nohy měly zvětšený čtvrtý prst, jenž byl vybaven mohutným drápem, analogickým malému koňskému kopytu. Ostatní prsty byly rudimentární; význam měl pouze srostlý druhý a třetí prst, jenž však nesloužil k pohybu, ale k péči o srst.
Hlava byla široká, s dlouhým štíhlým čenichem. Srst byla svou strukturou hrubá a rovná, ale nikoli pichlavá. Zbarvení se pohybovalo od prošedivělé šedé přes plavou až po oranžově hnědou. Spodní partie byly bílé, srst na uších nesla kaštanové odstíny.
Bandikutovití dvouprstí měli pět párů horních a tři páry dolních řezáků; morfologie zubů se u obou recentních druhů lišila. Samice měly osm bradavek. Jejich vak se otevíral směrem dozadu.
Dobové vyobrazení druhu poskytl litograf Henry C. Richter v Gouldově díle Savci Austrálie (Mammals of Australia), publikovaném v polovině 19. století. Další Richterova ilustrace byla objevena v archivech Knowsley Hall, kde svého času pobýval velký mecenáš přírodovědy, hrabě z Derby.

## Výskyt a stanoviště
Oba dva recentní druhy pocházely ze západního Nového Jižního Walesu a Victorie; jižní části Severního teritoria a Jižní Austrálie; a Západní Austrálie. Chaeropus ecaudatus osídlil polopouštní regiony jižní a jihozápadní Austrálie, zatímco C. yirratji se soustředil do písečných oblastí od západní Austrálie až po pouště ve střední Austrálii. Bandikutovití dvouprstí obývali velké množství různých stanovišť, od travnatých lesů a travnatých plání až po krajinu s porosty triodií a vyprahlé regiony střední Austrálie. Přes svůj široký areál výskytu však oba bandikuti vytvářeli jen řídké populace.
Muzejní instituce dodnes schraňují 29 kompletních exemplářů. Historické záznamy o prvních jedincích odlovených ve střední a západní Austrálii, kde bývali tito bandikuti lokálně hojní, začínají exemplářem vydobytým na poloostrově Peron. Toto štěstí měli členové expedice nazvané Uranie z roku 1818, již vedl francouzský cestovatel Louis de Freycinet. Anglický cestovatel John Gilbert (1812–1845) bandikuty pozoroval v hustých porostech v jihozápadním vnitrozemí za městem Northam, stejně jako v King George Sound na jižním pobřeží Západní Austrálie. Záznamy expedice, kterou v roce 1854 do dnešní Západní Austrálie vedl dobrodruh Robert Austin, bandikuty neuvádějí. Koloniální tajemník W. A. Sanford, jenž se o Austinovu expedici zasadil, byl nicméně informován o často vídaném zvířeti „s prasečíma nohama a kaštanovýma ušima“. Přírodovědec Ludwig Glauert tvrdil, že toto zvíře bylo asi příliš běžné, než aby si zasloužilo zmínku v Austinově zprávě. Další cestovatelé, jako John Tunney, George Masters či Guy Shortridge, však v příštích desetiletích tyto vačnatce – navzdory vynaloženému úsilí – v západních oblastech již nenalezli. Poslední záznam o jedinci dvouprstého bandikuta na jihozápadě kontinentu pochází z roku 1898 z městečka Youndegin východně od Perthu, což je v souladu s dobou vymizení druhů z let 1875–1925.
Vykopávky nicméně naznačují, že během pleistocénu a holocénu byl areál výskytu dvouprstých bandikutů větší. První vzorky byly objeveny již při prvotním výzkumu fosilních nalezišť v Mamutí jeskyni v Západní Austrálii na počátku dvacátého století. Podstatné rozšíření známého areálu výskytu až do východního Queenslandu přinesly objevy o století později. Záznam ve fosilní fauně východního Queenslandu svědčí, že v průběhu svrchního pleistocénu došlo k nahrazení společenstev deštného pralesa otevřeným travnatým biotopem. Fragmentární pozůstatek bandikuta byl objeven rovněž v zachovalém sovím vývržku na severovýchodě Jižní Austrálie.
Průzkumníkovi Samuelovi Albertovi Whiteovi se v roce 1921 ve střední Austrálii poštěstilo spatřit stopy tohoto zvířete a získal také informaci o tom, že místní bandikuti žijí na kamenitých náhorních plošinách nebo v písečných dunách. Za pomoci místní domorodé ženy a jejích psů se mu podařilo jeden exemplář odchytit. Protože se však zvíře stávalo čím dál vzácnějším, ve stejném roce federální vláda zakázala jeho vývoz, a to včetně mrtvých kusů.

### Vyhynutí

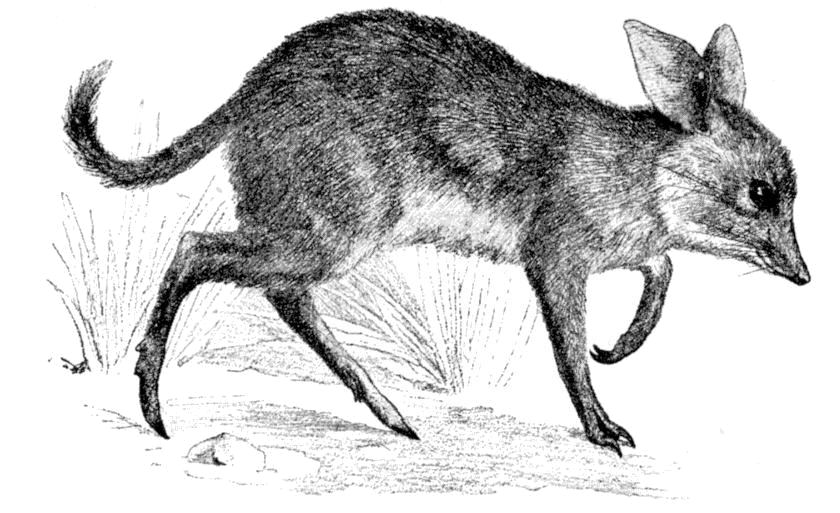
Ilustrace z roku 1902

Podle ústní tradice původního australského obyvatelstva byli dvouprstí bandikuti vzácní již před příchodem Evropanů na kontinent. V polovině 19. století, kdy se jim dostalo pozornosti ze strany západní vědy, již jejich populace rychle klesaly. Dva exempláře získali místní pro vědce Gerarda Kreffta, který doprovázel Blandowského expedici, ještě v roce 1857. S danou událostí se pojí historka, podle níž Krefft svým sběratelům ukázal kresbu, která bandikuta ztvárňovala bez ocasu, tedy v souladu s prvotním popisem; u prvních odchycených exemplářů proto domorodci ocas odřízli. Navzdory námaze, kterou si Krefft dal se získáním živých jedinců, se ve svých pozorováních omlouvá, že jednoho z nich snědl. Z druhé poloviny 19. století pochází pouze hrstka exemplářů, většinou ze severozápadní Viktorie, ale také ze suchých částí Jižní Austrálie, Západní Austrálie a Severního teritoria. Poslední známý vzorek pochází z roku 1901. V roce 1945 byl (dnes rozlišovaný) druh C. ecaudatus již pokládán za vyhubený, zatímco (dnes rozlišovaný) druh C. yirratji údajně přežíval pouze na „nepatrném území ve střední Austrálii“. Podle některých zpráv místních bandikut C. yirratji přetrvával až do 50. let 20. století na území Gibsonovy pouště a Velké písečné poušti v Západní Austrálii.
Příčina vyhynutí zůstává nejistá, protože ani jeden ze dvou nejnebezpečnějších invazních druhů, lišky a králíci, ještě nepronikl do jihozápadní Západní Austrálie, když odtud dvouprstí bandikuti vymizeli. Zdivočelé kočky zde sice žily hojně, což může poskytnout vysvětlení, nicméně hlavní příčina je dávána spíše do souvislosti s dvojí změnou přirozených stanovišť v důsledku úpadku tradičního hospodaření s půdou a zavedení stád ovcí a dobytka. Podle některých hypotéz mohla za vyhubením těchto vačnatců stát i nějaká neznámá epizootie. O náhlém úbytku bandikutů se zmiňuje například západoaustralský politik Hal Colebatch, jenž v roce 1929 komentoval, že za vymizením místní fauny nestál vliv osadníků, ale jakási nevysvětlitelná přírodní událost. Po lokálním úbytku fauny v okolí západoaustralského města Kellerberrin se sem většina druhů navíc opětovně navrátila, ovšem s výjimkou dvouprstých bandikutů.
Etnografický průzkum mezi domorodými obyvateli z centrální Austrálie v roce 1988 zjistil, že se toto zvíře v jižních oblastech nevyskytuje již přibližně 70 let, ale v centrálních pouštních oblastech bylo pozorováno ještě před 30 až 50 lety.

## Chování a ekologie

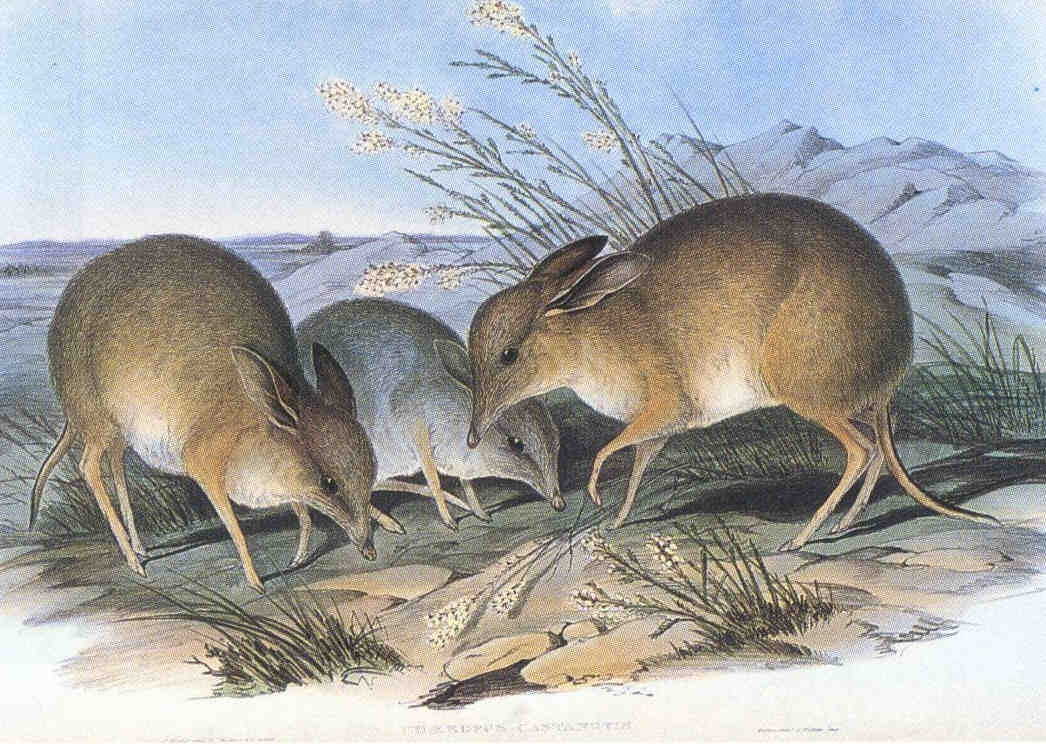
Ilustrace z Gouldových Savců Austrálie

Jen málo tehdejších přírodovědců mělo příležitost pozorovat a zaznamenat chování bandikutů ve volné přírodě. Podle jedné z mála existujících zpráv se zvíře pohybovalo „jako postižený cválající kůň, jenž za sebou táhne zadní nohy“. Tento údaj je však v rozporu se zprávami domorodých obyvatel střední Austrálie, podle nichž byli tito vačnatci schopni v případě vyrušení prchat značnou rychlostí plynulým sprintem.
Dvouprstí bandikuti se podle všeho pohybovali nezvyklou chůzí, jež představovala důsledek proporčně dlouhých a štíhlých končetin, typických spíše pro větší pasoucí se savce, jako jsou africké antilopy. Každá přední končetina nesla dva funkční prsty a zadní končetina jediné kopýtko, což byla zjevná adaptace pro okamžitý běh v případě napadení. Šlo o osamělá noční zvířata, která den trávila v úkrytu a večer se vydávala do okolí, aby svým bystrým čichem pátrala po potravě. V závislosti na stanovišti využívali dvouprstí bandikuti k úkrytu před predátory a ke spánku různé úkryty. John Gilbert pozoroval jedno hnízdo poblíž Northamu a popsal jej jako „velmi podobné hnízdům bandikutů druhů quenda (bandikut krátkonosý, odb. Isoodon obesulus fusciventer) a marl (bandikut páskovaný, odb. Perameles bougainville), ale s větším množstvím listů“. V zalesněných oblastech a pastvinách se dvouprstí bandikuti stahovali do dutých klád nebo hnízd z trávy, zatímco ve vyprahlé nezalesněné krajině si vyhrabávali krátké rovné nory, na jejichž konci si budovali hnízda.
Podle dochovaných zpráv tehdejších pozorovatelů a analýz obsahu střev, chrupu a struktury střeva muzejních exemplářů patřili bandikutovití dvouprstí k bandikutům nejlépe přizpůsobeným konzumaci rostlinné stravy. Jedinci chovaní v zajetí však s oblibou přijímali i maso a podle domorodců jejich jídelníček zahrnoval kobylky, mravence a termity (byť většinu stravy tvořily téměř jistě listy, kořeny a traviny). V zajetí pili „hodně vody“.
Australský zoolog Tim Flannery naznačuje, že rozmnožování bylo načasováno na období mezi květnem a červnem, přičemž samice nejspíše rodily dvojčata. Na základě velikosti vaku a jejím srovnáním s jinými vačnatci podobné velikosti by dvouprstí bandikuti pravděpodobně neunesli více než čtyři mláďata na vrh. Z korespondence Ludwigu Glauertovi vyplývalo, že zvíře bylo extrémně choulostivé a při špatném zacházení v lidské péči hynulo.